# Paula de Eguiluz
Paula de Eguiluz fue una curandera afrodescendiente del siglo XVII, en la América española. Fue juzgada por brujería tres veces. Era una reconocida profesional de la salud en una de las ciudades esclavistas más grandes del Nuevo Mundo. Tuvo un impacto importante en la comunidad de curanderos africanos.

## Primeros años
De Eguiluz nació en Santo Domingo. Su madre, Guiomar, era esclava de un hombre llamado Diego de Leguizamón. De Eguiluz vivió en esta casa con su madre hasta su adolescencia, cuando fue comprada por Íñigo de Otaza. Fue esclavizada por él durante muchos años hasta que fue vendida a un hombre llamado Juan de Eguiluz en La Habana, quien se convertiría en su amante y padre de sus descendientes, otorgándole así su apellido.

## Carrera
Viviendo en Cartagena de Indias, De Eguiluz estaba rodeada de una población significativa de mujeres africanas esclavizadas y habitantes africanos. Mucha gente iba y venía, ya que Cartagena era una activa ciudad portuaria. Por ello, había un número considerable de curanderos y especialistas en rituales, así como gran cantidad de enfermedades y dolencias que atravesaban la ciudad. Muchos de los curanderos intentaban crear curas para estas enfermedades. Sin embargo, españoles y criollos veían a estas mujeres como la causa de las epidemias y enfermedades. De Eguiluz aprendió sobre remedios y rituales para ayudar a sanar a otros.

### Los tres juicios
De Eguiluz fue acusada y juzgada por brujería tres veces por separado. Estos juicios tuvieron lugar entre 1623 y 1636. 
La primera vez que acusaron a Paula de brujería fue alrededor de 1624. Sus vecinos cubanos provocaron este primer arresto con sus impactantes acusaciones contra ella, que incluyeron: matar a un recién nacido chupando su ombligo, saltar por una ventana para evitar un golpe de su amo, sin sufrir heridas; practicar magia erótica; y de tener un pacto con el diablo como miembro de una reunión de brujas. Mostrando su orgullo y su sentido personal del honor, Paula explicó estas graves acusaciones como resultado de los celos de "las personas que la odiaban porque su amo la amaba y la veían bien vestida". Paula se jactó con precisión en términos de su vestuario, aquel que los funcionarios del Santo Oficio cubano inventariaron como nueve faldas, siete vestidos, seis camisas y cuatro pañuelos de cabeza. Toda su ropa era nueva y cara, mucho más allá de expectativas para una mujer esclava. Poseía (y presumiblemente usaba, a pesar del clima tropical) faldas de lana gruesa ricamente teñidas en azul, escarlata, verde oscuro y oro oscuro. También tenía faldas de damasco, teñidas de azul o amarillo, decoradas en plata. Sus corpiños eran igualmente lujosos, en combinaciones brillantes que incluyen azul con trenza dorada, verde y escarlata con botones plateados, y blanco y amarillo con trenza plateada. 
Después de tres meses y trece audiencias, Paula entendió lo que los Inquisidores querían escuchar como su testimonio: la historia del sábado de brujas. Los inquisidores no iban a conformarse con ninguna explicación que ella diera a menos que fuera la confesión de que era una bruja. Así que contó una historia sobre su brujería y su pacto con el diablo. Nada de esto era cierto, todo era mentira, pero ella supuso que era solo lo que los inquisidores querían escuchar. Fue declarada culpable de brujería y sentenciada a 200 latigazos públicos y dos años de internamiento en el hospital general usando el sambenito.
La segunda vez que arrestaron a De Eguiluz fue en 1632. Se sospechaba que ella había regresado a la brujería y había hecho otro pacto con el diablo. En los ocho años transcurridos entre su primer y segundo período de encarcelamiento, incluso mientras cumplía su penitencia, Paula aprovechó su gusto por la libertad, obtuvo ingresos como sanadora y lavandera, además de participar en apasionados asuntos amorosos y socializar con otras mujeres afrocaribeñas que trataban con magia erótica, polvos, remedios y posiblemente brujería y sexualidad con influencias ocultistas. Como era tradicional en Cartagena y otras ciudades de la Península ibérica y de Hispanoamérica, y debido al interés popular en manipular las emociones y la sexualidad a través de pociones y hechizos, mujeres de diversas clases sociales y nacionalidades acordaban reunirse, apoyarse mutuamente en sus relaciones con hombres y comprar y vender pociones para atraer y mantener el interés y el patrocinio de estos. Paula y todas sus compañeras y clientas hablaban regularmente de sus prácticas mágicas como intentos de lograr el "buen amor", aunque los inquisidores describieron las relaciones que las mujeres ansiaban como "amistades deshonestas". La mayoría de los expertos en magia erótica en Cartagena eran mujeres libertas y esclavas afrodescendientes, que trabajaban en la servidumbre doméstica o en trabajos serviles como lavanderas. Estas mujeres practicaban la adivinación en un esfuerzo por conocer amantes potenciales que podrían darles regalos o aliviar sus preocupaciones financieras, aunque fuera temporalmente. Motivadas por ansias emocionales y los deseos sexuales, así como por la conveniencia financiera, lanzaban hechizos vinculantes y nudos atados para mantener a estos hombres con ellas. Las invocaciones que llamaban a las almas en el purgatorio y el infierno exigían que los hombres sintieran dolor en sus órganos más sensibles y vitales si abandonaban a las mujeres. También hablaron de "encantar" a los hombres para hacerlos más obedientes. Paula enseñaría a sus compañeras encantamientos que podrían reavivar las "llamas del amor" en un amante descontento. También sabría cómo hacer pociones que "eliminarían el amor de un hombre", cuando ya no era deseado. 
Para su segundo juicio, tuvo 21 audiencias en las que desarrolló un guion de lo que los inquisidores querían escuchar. En ese momento, sin embargo, ella ya contaba con amigos y conexiones dentro del área local. De Eguiluz usó estas conexiones para tratar de ayudarla a reducir su sentencia. También proporcionó a los inquisidores una lista de nombres de personas que también podrían ser brujas. Esta lista contenía a 21 mujeres que más tarde fueron arrestadas por brujería por dicho testimonio en este juicio. De Eguiluz dijo lo que querían los inquisidores, pero también incluyó su experiencia con hierbas, recetas y curación. Ella enfatizó el hecho de que estaba tratando de curar a otros, no de dañar, pero también comentó que adoraba al diablo, pues De Eguiluz sabía que esta era la única forma en que los inquisidores la escucharían.
En 1634, un fiscal quería que se revisara el segundo juicio de Paula. Algunas de las mujeres que De Eguiluz mencionó en su testimonio durante su segundo juicio estaban enojadas y querían testificar en su contra. Cinco mujeres dijeron que confesaron haber participado en brujería porque De Eguiluz las convenció. De Eguiluz no habló tanto en este tercer juicio como lo hizo en los otros dos. Sabía que este juicio era de más gravedad y que podría ser ejecutada. Enfatizó sus trabajos como sanadora, e incluso se hizo llamar curandera en esta última ocasión.

### La historia del obispo y la bruja
Una de las personas que Paula de Eguiluz intentó sanar fue el obispo Pérez de Lazarraga. Era un hombre muy rico y tenía un trabajo competitivo en el Nuevo Mundo. Sin embargo, e incluso con todo su dinero, decidió que De Eguiluz intentara curar su enfermedad. A Pérez no le importaban los ideales o creencias de De Eguiluz; solo quería que ella lo ayudara. Seguía viéndola y haciendo que intentara curarlo a pesar de que había problemas sociales con su relación. Esta acción mostraba cuánto creían en su capacidad para ayudar.